# Гизатуллин, Хусаин Галеевич
Хусаин Галеевич Гизатуллин — советский учёный, эпизоотолог, доктор ветеринарных наук (1957), профессор, Заслуженный деятель науки ТАССР и РСФСР.

## Биография
Родился в 1910 году в селе Каче Арской волости Казанского уезда Казанской губернии. Член КПСС.
С 1929 года — на хозяйственной, общественной и политической работе. В 1929—1980 гг. — студент, аспирант Казанского ветеринарного института им. Н. Э. Баумана, участник Великой Отечественной войны, старший научный сотрудник, доцент, заведующий кафедрой эпизоотологии, ректор Казанского ордена Ленина ветеринарного института им. Н. Э. Баумана.
Погиб в Казани в 1980 году.